# Burg Volmarstein
De Burg Volmarstein (soms ook Volmerstein of Volmestein) is een burchtruïne in Volmarstein, een voormalig dorp en tegenwoordig stadsdeel van Wetter in het Duitse Ruhrgebied. De ruïne ligt op een bergrug die ongeveer 100 m boven de Ruhr uitsteekt. De burcht was de administratieve zetel van de heerlijkheid Volmarstein en speelde tussen de twaalfde en de veertiende eeuw een belangrijke rol in het beschermen van de noordelijke en oostelijke grens van het keurvorstendom Keulen.

## Beschrijving
Het langwerpige kasteel, dat aan de vorm van de bergrug waarop het staat is aangepast, bestaat uit een kernburcht, waarvan tegenwoordig nog drie torens deels behouden zijn, en aan beide uiteinden een voorburcht. De locatie biedt een ver uitzicht over het Ruhrdal.

## Geschiedenis
De burcht werd in het begin van de 12e eeuw gebouwd door Frederik I van Schwarzenburg, de aartsbisschop van Keulen, die bezig was de invloed en bezittingen van het keurvorstendom Keulen in Westfalen uit te breiden. De burcht en de omringende heerlijkheid werden in leen gegeven aan Diederik I van Volmestein (Volmarstein). In de daaropvolgende eeuw waren de heren van Volmarstein belangrijke ministerialen van de Keulse aartsbisschoppen.
Na de Slag bij Woeringen, waarin het keurvorstendom Keulen aan de verliezende kant had meegevochten, werd het kasteel door Everhard I van der Mark belegerd en veroverd. In 1292 werd de burcht weer teruggegeven, waarna de schade die door de belegering was ontstaan werd gerepareerd. In 1324 werd de burcht na een twee maanden lange belegering door Engelbert II van der Mark ingenomen en gesloopt. Na de vrede werd de burcht weer opgebouwd.
In 1381 werden de graven van Mark de leenheren van de burcht en de heerlijkheid. Sindsdien speelde het kasteel geen grote rol meer. Het werd niet meer bewoond en begon langzaam te vervallen. In 1754 ontstond er een grote brand in het dorp Volmarstein, waarbij ook de burcht beschadigd werd. Bij de wederopbouw van het dorp gebruikten de dorpsbewoners stenen van het kasteel, waarna een ruïne overbleef. 
In 1819 kreeg de familie Von der Recke, die het na het uitsterven van de familie Van Volmestein sinds 1429 al in leenbezit had, de Burg Volmarstein in erfbezit. In 1822 en 1856 werd de burcht op hun kosten gezekerd en deels gerestaureerd. De ruïne is nog steeds in het bezit van de familie Von der Recke.